# Adidas Grand Prix 2015
Adidas Grand Prix 2015 byl lehkoatletický mítink, který se konal 13. června 2015 v americkém městě New Yorku. Byl součástí série mítinků Diamantová liga.

## Výsledky

### Muži
| Disciplína     | 1. místo                     | 2. místo                  | 3. místo                      |
| 100 m          | Tyson Gay 10,12              | Nesta Carter 10,15        | Akani Simbine 10,18           |
| 800 m          | David Lekuta Rudisha 1:43,58 | Boris Berian 1:43,84      | Pierre-Ambroise Bosse 1:43,88 |
| 110 m překážek | David Oliver 13,19           | Jason Richardson 13,26    | Garfield Darien 13,32         |
| 400 m překážek | Javier Culson 48,48          | Louis Jacob van Zyl 48,78 | Jeffery Gibson 48,97          |
| 5000 m         | Ben True 13:29,48            | Nick Willis 13:29,78      | Nguse Amlosom 13:30,22        |
| Trojskok       | Pedro Pichardo 17,56 m       | Will Claye 16,96 m        | Omar Craddock 16,55 m         |
| Vrh koulí      | Joe Kovacs 21,67 m           | Jordan Clarke 21,34 m     | Tomas Walsh 21,16 m           |
| Hod oštěpem    | Vítězslav Veselý 83,62 m     | Ari Mannio 83,37 m        | Hamish Peacock 82,91 m        |

### Ženy
| Disciplína      | 1. místo                   | 2. místo                      | 3. místo                           |
| 200 m           | Tori Bowieová 22,23        | Blessing Okagbareová 22,67    | Sherone Simpsonová 22,69           |
| 400 m           | Francena McCororyová 49,86 | Shaunae Millerová 50,66       | Stephenie Ann McPherson 50,84      |
| 800 m           | Ajee Wilson 1:58,83        | Janeth Jepkosgei 1:59,37      | Chanelle Priceová 1:59,47          |
| 3000 m překážek | Hiwot Ayalewová 9:25,26    | Ashley Higginson 9: 31,32     | Sviatlana Kudzelich 9:31,70        |
| Skok do výšky   | Ruth Beitiaová 197 cm      | Blanka Vlašičová 197 cm       | Levern Spencerová 191 cm           |
| Skok daleký     | Christabel Nettey 692 cm   | Tianna Bartolettaová 689 cm   | Shara Proctorová 672 cm            |
| Skok o tyči     | Fabiana Murerová 480 cm    | Nikoléta Kiriakopoúlou 480 cm | Jennifer Suhrová 454 cm            |
| Hod diskem      | Sandra Perkovićová 68,44 m | Yaime Pérezová 65,86 m        | Mélina Robertová-Michonová 62,77 m |